# Ronnie Caryl
 (décembre 2023).
Ronnie Caryl, né le 10 février 1953 à Liverpool (Angleterre) et mort le 18 décembre 2023 à Rochefort (France), est un guitariste britannique.
En 1969, il commence sa carrière de musicien professionnel avec le groupe Hickory qui sort un single chez CBS Records, Green Light/The Key. Puis changement de nom : Hickory devient Flaming Youth, qui publie l'album Ark II la même année. 
En 1970, Ronnie Caryl et le batteur de Flaming Youth, Phil Collins, auditionnent ensemble pour le groupe Genesis, à la suite des départs d'Anthony Phillips et de John Mayhew. Caryl n'est pas retenu, malgré l’insistance de Collins auprès des autres membres du groupe.
À partir de là, toujours liés par une amitié fraternelle, les chemins professionnels de Ronnie Caryl et de Phil Collins se croiseront à plusieurs reprises. Dans les années 1970 et 1980, ils participent à différents projets communs et en 1996, Caryl rejoint le groupe solo de Collins à la demande de ce dernier. Toutes ces années ont été jalonnées par une activité musicale intense avec des concerts de toutes sortes dans de nombreux pays mais aussi la participation à des comédies musicales, des séries télé, des enregistrements d’albums pour d’autres artistes. Il se produit durant cette période avec les plus grandes stars du rock mondial.
Ronnie Caryl a produit à ce jour deux albums solo Leave a light on en 1994, et One step at a time en 2003.

## Biographie

### Débuts
Ronald Anthony Austyn Caryl naît le 10 février 1953 à Liverpool, d’un père chef d’orchestre et d’une mère chanteuse. Encore adolescent, il emménage à Londres et devient le voisin de Phil Collins. Après avoir connu ce dernier par l'intermédiaire d'un ami, tous deux passionnés de musique décident de monter un groupe à la fin des années soixante. Ils jouent au sein d'une formation appelée Hickory dont les autres membres sont Gordon Flash Smith à la basse et Brian Chatton aux claviers, qui a joué auparavant avec les Warriors de Jon Anderson. Un single est enregistré en 1969 sous le nom de Hickory, Green Light/The Key, et est aujourd'hui une pièce de collection.
Après quelques mois, le groupe prend le nom de Flaming Youth et signe chez Fontana Record. Il enregistre alors  l'album Ark II qui sera classé Album du Mois par le célèbre magazine musical britannique Melody Maker. En même temps sort le single Guide me Orion, qui se classe dans les charts anglais pendant plusieurs semaines. Après quelques concerts, notamment au Marquee Club et au Planétarium de Londres, suit une tournée en Angleterre, en Espagne puis quelques émissions de télévisions en Allemagne et aux Pays-Bas. Mais le rapide succès du groupe s'estompe peu à peu au fil du temps. Il incorpore même un organiste supplémentaire, Rod Mayall (le jeune frère de John Mayall) dans le but de donner une saveur blues à sa musique, mais le manque d'intérêt du public pour le groupe amène les musiciens à se séparer. Alors Phil Collins et Ronnie Caryl auditionnent pour le groupe Genesis, qui recherche à l'époque un batteur et un guitariste en remplacement de John Mayhew et de Anthony Phillips. Tous deux passent une audition chez le chanteur du groupe, Peter Gabriel : Phil devient ainsi le nouveau batteur du groupe, alors que Ronnie, ayant un style musical plus blues que progressif, n'est pas choisi mais se produit tout de même en concert avec le groupe le 16 décembre à la Grammar School de Aylesbury, en remplacement de Mick Barnard qui est à l'époque guitariste suppléant.

### Les différentes sessions
Après l'épisode Genesis, Ronnie Caryl intervient dans plusieurs formations musicales. Son premier emploi à Londres consiste à participer au show Shoot Up at Elbow Creek. Puis il crée Sanctuary en 1972 avec Preston Ross Heyman, un groupe avec lequel il enregistre un album en 1974. Son ami Phil Collins vient même faire les chœurs sur une des chansons de l’album mais malheureusement le projet reste dans les tiroirs d’une célèbre maison de disques[Laquelle ?].
L’année 1973 voit la naissance d’un nouveau groupe où Caryl tient la guitare le temps de quelques concerts et beaucoup de jam sessions dans différents clubs de Londres et ses environs, avec le groupe Jazz-Rock au nom incertain de Zox & the Radar Boys, avec Peter Banks (ex guitariste de Yes), Mike Piggott (au violon), John Howitt à la basse et Phil Collins (avant goût d’une carrière parallèle en tant que batteur de Jazz Fusion dans le groupe Brand X).
En 1974, Ronnie Caryl et Phil Collins rejoignent David Hentschel (producteur de Genesis, sur la période des albums A Trick of the Tail 1976 à Duke 1980) qui enregistre Startling music, son premier disque solo reprenant les chansons du célèbre album Ringo en 1973 de Ringo Starr, batteur des Beatles, enregistré chez ce dernier au Startling studio à Ascot. L’année suivante, Caryl et Collins participent à l’enregistrement de l’album d’un autre ami, le chanteur irlandais Eugene Wallace, sur l’album Dangerous.
En 1976, Ronnie embarque pour six mois à bord du fameux paquebot Queen Elizabeth II, faisant partie du groupe des musiciens qui jouent pendant les différentes croisières. Il participe en 1977 au célèbre spectacle Elvis ainsi qu'à six spectacles télévisés et la même année, Ronnie tient la guitare sur le titre de Michel Polnareff, Lettre à France, coproduit par David Hentschel. Entre 1979 et 1980, il apparaît dans douze émissions de variétés musicales retransmises aux États-Unis et dans les pays anglophones.

### Rencontres
Au début de 1980, Ronnie Caryl se lie d’amitié avec Dennis Wilson et son frère Brian Wilson des Beach Boys juste avant la mort tragique de Dennis. De 1981 à 1983, il participe à de nombreux albums et concerts de Lulu, artiste reconnue en Grande-Bretagne et aux États-Unis.
Au cours de l’année 1982, il enregistre un 45 tours sous son propre nom avec deux chansons, You got it et How can it be right qui sort au cours de l'année 1983. De 1984 à 1985 Ronnie joue avec Mik Kaminski (violoniste du groupe Electric Light Orchestra).
En 1985, Ronnie Caryl a le grand honneur d’être invité à jouer avec plusieurs de ses idoles parmi lesquels Eric Clapton, Andy Fairweather-Low et Gary Brooker (de Procol Harum) à l'occasion d'un concert de charité près de la ville de Guildford. Un an plus tard, il participe à la célèbre série télé de la BBC Tutti Frutti avec Emma Thompson, laquelle connaît un très large succès en Grande-Bretagne. En 1987 débute une longue collaboration avec le chanteur John Otway jusqu'en 1990.
Durant l’année 1988, après de nombreux concerts dans les salles et clubs anglais, Caryl se retrouve en studio pour l’enregistrement du nouvel album d’un compositeur américain, Stephen Bishop (auteur de Separate Lives chanté par Phil Collins pour le film White Nights en 1985), qui échafaude son nouvel opus Bowling in Paris. Il partage les guitares avec Bishop, mais aussi avec Eric Clapton et Steve Lukather, guitariste du groupe Toto. L’album est en partie coproduit par Phil Collins, dont la chanson Hall light où l’on retrouve Sting au chant et à la basse.

### Premier album
Entre 1992 à 1993, Ronnie Caryl participe à la comédie musicale Good Rockin' Tonight, 90 minutes sur scène chaque soir. Il trouve malgré tout le temps, fin 1992, d’enregistrer son premier album solo à Londres avec la complicité de ses amis connus et moins connus, Charlie Marling (avec qui il composera une partie de l’album), Neil Drinkwater, Preston Ross Heyman et bien sûr Phil Collins qui tient les baguettes sur quatre titres. Le tout est mixé par David Hentschel à The Farm, le studio personnel de Genesis, avec l’accord de Tony Banks et Mike Rutherford. L’album, intitulé Leave a light on, voit le jour en décembre 1994, avec des compositions très personnelles mélangeant le pop rock (le titre très efficace sorti en single Somewhere within pour lequel Phil répondra présent quand Ronnie lui demandera de tourner le clip), le blues (Only you) et même le funk (Jealousy).
En 1994, Ronnie Caryl, en compagnie du pianiste Neil Drinkwater, intègre le groupe The Free Spirit pour une longue tournée à travers le monde, laquelle se finira en 1995 en Angleterre par une grande émission de télévision à la BBC.

### La France
L'année 1995 marque le début d'une nouvelle vie pour Ronnie Caryl. C'est en effet l'année où il décide avec sa femme Mélanie de s'installer en France, à Annezay en Charente-Maritime.
Au début de 1996, il est contacté par Phil Collins pour participer, en tant que guitariste rythmique, à l'enregistrement de son nouvel album Dance into the Light , ainsi qu'à la longue tournée qui suit, ponctuée de nombreux shows télévisés aux quatre coins du monde, et notamment en France par l’émission Taratata de Nagui en février 1997, où Collins le présente personnellement.
En 1998 sort le DVD Live & loose in Paris, enregistré en France, où l’on retrouve les meilleurs moments des deux concerts de Paris-Bercy du Dance into the light Tour.
À partir de 1998, plusieurs tournées mondiales se succèdent : celle pour la promotion de la compilation Hits de Phil Collins sortie en octobre 1998 (divers shows télévisés parmi lesquels les fameux Hard Rock Live & Live By Request) ; en 1999 et 2003, pour les tournées promotionnelles pour les films des studios Disney Tarzan (1999) et Frère des ours (Brother Bear, 2003) ; en 2002, pour la promotion de l’album Testify, partie de Londres vers New York en passant par Hambourg et Paris, en version acoustique seul avec Phil Collins, à l’occasion du concert RTL2.

### Deuxième album
L’année 2002 verra l’enregistrement de son deuxième album solo One Step at a Time sorti en avril 2003. Disque d’exception, inspiré par ses idoles tout en gardant un style et un jeu de guitare subtil et très personnel. Il nous fait partager (toujours en compagnie de son ami Charlie Marling avec qui il a coécrit bon nombre de chansons) ses sentiments et ses émotions les plus fortes, tantôt grâce à des morceaux blues-rock, tantôt grâce à de superbes chansons comme le titre How Can It Be Right où Phil Collins fera une fois de plus une apparition remarquée.
En avril 2004 Ronnie joue à Bordeaux pour la première fois (avec deux membres du groupe XII Alfonso) sur la scène du Beatles Days (ce concert célèbre les 100 ans de l’entente cordiale entre la France et l’Angleterre et rend bien sûr hommage au plus grand groupe rock du XXe siècle, les Beatles) juste avant de repartir en juin avec Phil Collins pour sa dernière tournée mondiale intitulée The First Farewell Tour (DVD enregistré encore une fois en France au Palais omnisports de Paris-Bercy) qui les a emmenés de l’Italie à la Russie en passant par les États-Unis, le Liban, la Tchécoslovaquie en novembre 2005.

### De retour sur les routes
Depuis 1996 et entre les cinq tournées mondiales qu'il a effectuées avec Phil Collins, Ronnie retourne chez lui et rejoint les musiciens de sa région d’adoption pour jouer sur les différentes scènes françaises, au son de ses propres compositions. Il rend aussi hommage aux grands noms du blues et du rock comme Eric Clapton, les Beatles, Joe Cocker, Sting ou The Police, les Who, les Rolling Stones, en gratifiant son public parfois de reprises très personnelles de certaines chansons de Phil Collins ou de Genesis, telles que I Can’t Dance, Easy Lover, Another Day in Paradise, One More Night ou encore Separate Lives. Il participe aussi comme professeur à des Masters Class dans des écoles de musique, devant un parterre de jeunes musiciens en herbe.
En novembre 2008 et 2009, Ronnie Caryl rejoint son ami Phil Collins pour des concerts acoustiques de charité en Suisse. Ainsi, en novembre 2009, il participe à deux chansons de l'album de Phil intitulé Going Back, reprises de standards du fameux label Motown, Blame It on the Sun et Do I Love You?.

### Une nouvelle décennie
Au début de 2010, Ronnie Caryl se retrouve invité en studio pour jouer et chanter sur le nouvel album du groupe bordelais XII Alfonso intitulé Charles Darwin. Il côtoie quelques invités comme le pianiste Mickey Simmonds (Mike Oldfield, Fish, Camel, Paul Young), John Helliwell, saxophoniste du groupe Supertramp, ou le flûtiste John Hackett, frère de Steve.
En mars 2010, il part faire une tournée en Allemagne qui se poursuit en France tout au long de l'année, avant de retourner en studio pour son troisième album. En 2017, il est de retour sur la nouvelle tournée de son vieil ami Phil Collins, ironiquement surnommée Not Dead Yet qui s'étend jusqu'en 2019. Il participe aiss à quelques spectacles de Martin Levac, imitateur et personnificateur québécois de Phil Collins dans un spectacle Dance into the Light.

### Mort
Ronnie Caryl meurt le 18 décembre 2023 à Rochefort à l'âge de 70 ans. Le 23 décembre, ses proches lui rendent hommage à Saintes.

## Discographie

### Hickory

#### Single
- 1969 : Green Light/The Key - CBS Records 3963

### Flaming Youth

#### Singles
- 1969 : Guide Me, Orion/From Now On (Immortal Invisible) - Fontana Records TF 1057, 262 026 TF
- 1970 : From Now On (Immortal Invisible)/Space Child - Fontana Records 6001 003
- 1970 : Guide Me Orion/In The Light Of Love - Fontana Trcords 6001001
- 1970 : Man, Women And Child/Drifting - Fontana Records 60 01 002.

#### Album
- 1969 : Ark 2 - Fontana Records 881 017 TY.

### Solo

#### Singles
- 1983 : You Got It/How Can It Be Right ? - Polydor Records
- 1992 : Somewhere Within/Where Would I Be - Phil Collins joue sur le titre Somewhere Within - Full Colour Records

#### Albums
- 1992 : Leave A Light On - Phil Collins joue de la batterie sur les titres Somewhere Within, Sweet Love, Where The Wind Blows et Don't Let Me Go - Full Colour Records
- 2002 : One Step At A Time - Phil Collins fait les chœurs sur le titre How Can It Be Right - Outside Records

### Participations
- 1975 : Startling Music de David Hentschel - Avec Phil Collins.
- 1975 : Dangerous d'Eugene Wallace - Avec Phil Collins.
- 1977 : Coucou Me Revoilou de Michel Polnareff - Ronnie Caryl joue sur la chanson Lettre À France.
- 1981 : Lulu de Lulu - Ronnie Caryl à la guitare et aux chœurs.
- 1983 : Take me to your heart again de Lulu
- 1988 : Bowling In Paris de Stephen Bishop - Avec Phil Collins, Eric Clapton, Hugh Padgham, Nathan East, etc.
- 1996 : Dance into the Light de Phil Collins
- 2004 : The River Sessions (live at at the Pavillion in Glasgow, Scotland on November 1st, 1993) de Maggie Bell
- 2010 : Going Back de Phil Collins

## DVD
- 1997 : Phil Collins Live And Loose In Paris
- 2004 : Phil Collins Finally The First Farewell Tour
- 2007 : Phil Collins The Long Goodnight - A Film About Phil Collins

## Tournées
- 1981 / 1983 : Avec Lulu
- 1987 / 1990 : Avec John Otway
- 1993 : Avec Maggie Bell
- 1994 / 1995 : Avec The Free Spirit

- Selon le site philcollins-fr sur la page des tournées de Phil : https://www.philcollins-fr.com/index.html
- 1996 : Avec Phil Collins : Trip Into The Light World Tour
- 1999 : Avec Phil Collins : Tarzan 4 Concerts, Los Angeles CA, Munich Allemagne, New-York N. Y., Roseland Ballroom New-York.
- 2003 : Avec Phil Collins : Brother Bear Mini tournée de 11 concerts.
- 2004 / 2005 : Avec Phil Collins :The First Final Farewell Tour

## Concerts
- 1972 : Shoot Up at Elbow Creek
- 1977 : Elvis
- 1986 : Tutti Frutti, BBC Series avec Emma Thompson
- 1992 / 1993 : Good Rockin' Tonight

### Discographie
- Single du groupe Hickory avec Phil Collins et Ronnie Caryl ; http://www.45cat.com/record/3963

### Vidéo
- Ronnie Caryl Live au CIAM, Bordeaux, France 31-Nov-2007